# DM i cykelcross 2002
Danmarksmesterskaberne i cykelcross 2002 var den 33. udgave af DM i cykelcross. Mesterskabet fandt sted 13. januar 2002 på en rundstrækning ved Sorø Storkro i Sorø.
Hos kvinderne vandt Karen Jacobsen sit første danmarksmesterskab i cykelcross. I herrerækken vandt Kim Sigmann Petersen ligeledes sit første senior-DM. Hos herrejunior var der intet officielt mesterskab, men løbet blev vundet af Søren Søby.

## Resultater
| Event        | Guld                 | Sølv                             | Bronze       |
| ------------ | -------------------- | -------------------------------- | ------------ |
| Herrer       |                      |                                  |              |
| Herrer elite | Kim Sigmann Petersen | Tommy Moberg Nielsen             | Thomas Bonne |
| Herrejunior  | Søren Søby           |                                  |              |
| Damer        |                      |                                  |              |
| Damer elite  | Mette Andersen       | Karen Vinther Villadsen Jacobsen | Lis Jacobsen |